# Camping World Stadium
Le Camping World Stadium, auparavant Florida Citrus Bowl, Orlando Stadium et Tangerine Bowl, est un stade de football américain de 70 000 places situé à Orlando, en Floride.
L'équipe de football américain universitaire des Knights de l'UCF a évolué dans cette enceinte de 1979 à 2007.
Le stade accueille annuellement deux bowls universitaire que sont le Capital One Bowl (depuis 1947) et le Champs Sports Bowl (depuis 2001). Depuis 1997, le Florida Classic, match de football américain universitaire entre les Owls de Florida Atlantic et les Wildcats de Bethune-Cookman, s'y déroule également.
Le stade a également abrité plusieurs franchises de football américain comme les Broncos d'Orlando (SFL) entre 1962 et 1963, les Orlando Panthers (en Continental Football League) entre 1966 et 1970, les Orlando Americans (en AFA) en 1981, les Renegades d'Orlando (en United States Football League) en 1985, le Thunder d'Orlando (en World League of American Football) entre 1991 et 1992 et le Rage d'Orlando (en XFL) en 2001.
Le stade est la propriété de la ville d'Orlando et son coût de construction était de $115 000 à l'époque, soit $2.25 million en dollars de 2021.

## Histoire
Le stade fut inauguré en 1936 avec une capacité de 8 900 places. Le premier match de football américain universitaire a été joué le 1er janvier 1947. Catawba avait défait Maryville 31 à 6. Environ 2 000 sièges ont été ajoutés en 1952, puis 5 000 sièges supplémentaires en 1968, avec la première tribune de presse. De 1974 à 1976, le nombre de places a été augmenté à 52 000. La capacité actuelle de 65 438 sièges a été établie en 1989, après une importante rénovation de $38 millions USD, avec l'ajout de nouvelles tribunes. En 1983, le Florida Department of Citrus a été désigné comme sponsor du stade, pour un prix de $250 000. De 1999 à 2002, les améliorations principales du bâtiment ont inclus l'addition de places, de deux escaliers mécanique, et d'un nouvel écran géant vidéo large de 32 mètres (107 pieds). Un nouveau système acoustique, avec deux bandes vidéo situées le long des plates-formes supérieures, ont été également ajoutés.
Actuellement le stade peut asseoir 65 438 personnes et la capacité peut être augmentée jusqu'à plus de 70 000 personnes avec les gradins (bleachers en anglais) provisoires situés dans la zone nord. Les gradins provisoires étaient employés pour le Capital One Bowl 2005, qui a eu une affluence de 70 229 spectateurs. Le Walt Disney World Florida Classic, un match de football américain de rivalité entre la Florida A&M University et Bethune-Cookman University est tenu chaque année en novembre dans le Camping World Stadium. Le Florida Classic de 2003 tenait le record absolu du stade pour l'affluence avec 73 358 spectateurs. Ce record a été battu le 30 mars 2008 lors du WrestleMania XXIV avec 74 635 personnes.
Le stade a accueilli plusieurs événements majeurs comme certains matchs de football lors de la Coupe du monde de football de 1994 et des Jeux olympiques d'été de 1996.
En 2007, les Knights de l'UCF déménagent vers leur nouveau stade de 45 000 places, le Bright House Networks Stadium.
Le 2 avril 2017, le stade a accueilli la WrestleMania 33 avec 75 245 personnes.

### Avenir
Le 21 mars 2007, la World Wrestling Entertainment (WWE), le maire de la ville Buddy Dyer, et le président de la Central Florida Sports Commission, John Saboor ont annoncé lors d'une conférence de presse à l'hôtel de ville d'Orlando que le Camping World Stadium accueillerait WrestleMania XXIV le 30 mars 2008. Buddy Dyer et John Saboor ont déclaré qu'après six mois de négociations avec la WWE, la Commission avait réussi avec succès à recruter la 24e édition de l'événement annuel dans la ville d'Orlando. Les dirigeants de la World Wrestling Entertainment étaient à Orlando au début de l'année pour visiter l'Orlando Centroplex.
Les espoirs pour l'avenir du Camping World Stadium sont devenus réalité quand, le 29 septembre 2006, le maire d'Orlando, Buddy Dyer a annoncé un accord sur l'expansion du stade de 175 millions USD$. Cet agrandissement fait partie du projet "Triple Crown For Downtown", un plan de 1,1 milliard USD$ pour refaire le centre-ville (Downtown) d'Orlando avec une nouvelle arène de 480 millions de $ pour le Magic d'Orlando et un nouveau centre artistique de 375 millions de $. Le "Triple Crown for Downtown" a été approuvé par le conseil municipal de la ville le 26 juillet 2007.

## Événements
- WrestleMania 24, 30 mars 2008 ;
- Matchs de la Coupe du monde de football de 1994 ;
- Matchs de football éliminatoires lors des Jeux olympiques d'été de 1996 ;
- Capital One Bowl, 1947-1972 et 1974 à présent ;
- Champs Sports Bowl, depuis 2001 ;
- Florida Classic, depuis 1997 ;
- Drum Corps International World Championship, 1996 à 1998 et 2003 ;
- Monster Jam ;
- American Motorcyclist Association Supercross Series ;
- Concert de The Who, Genesis, Pink Floyd, George Michael, Paul McCartney, Guns N' Roses, Billy Joel/Elton John, Van Halen, The Eagles et The Rolling Stones :
- Matchs de la Copa América Centenario, juin 2016,
- WrestleMania 33, 2 avril 2017.

## Galerie

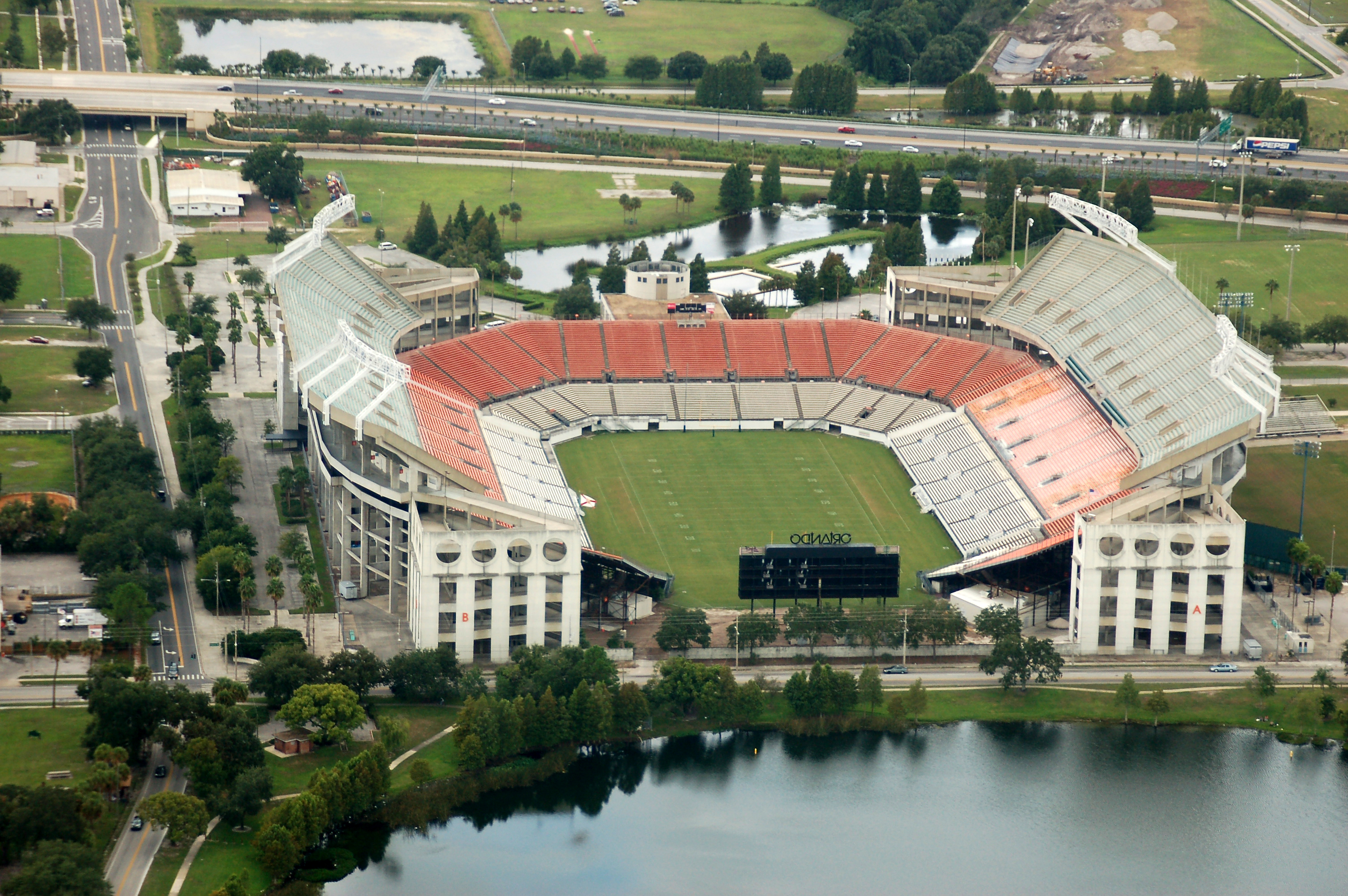
Vue aérienne en 2007.
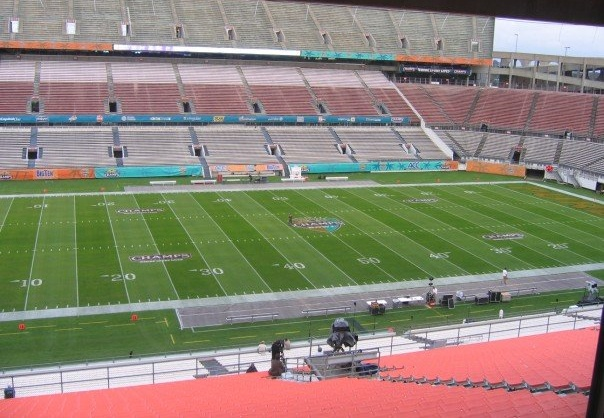
Intérieur du stade en 2006.
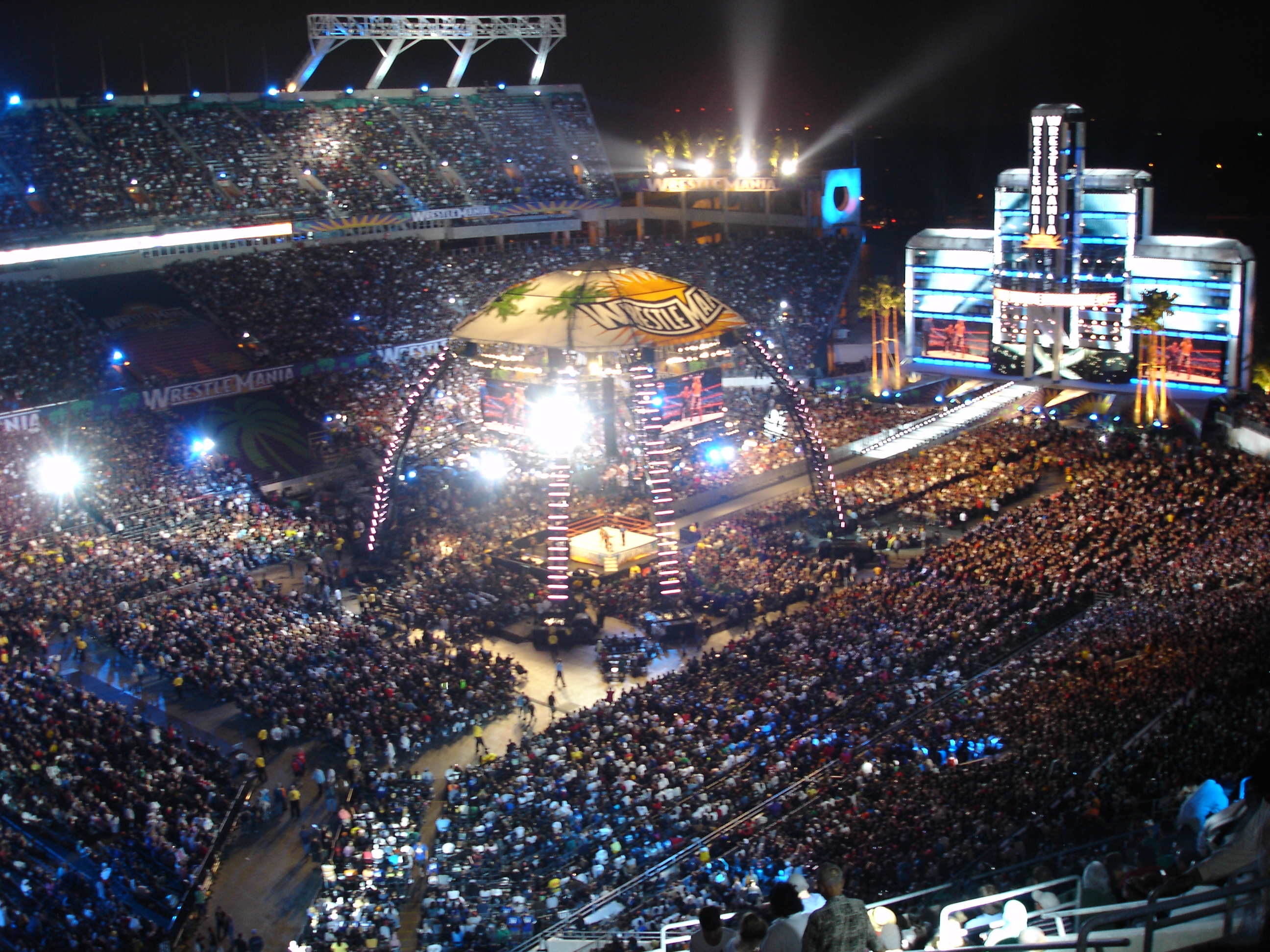
WrestleMania XXIV
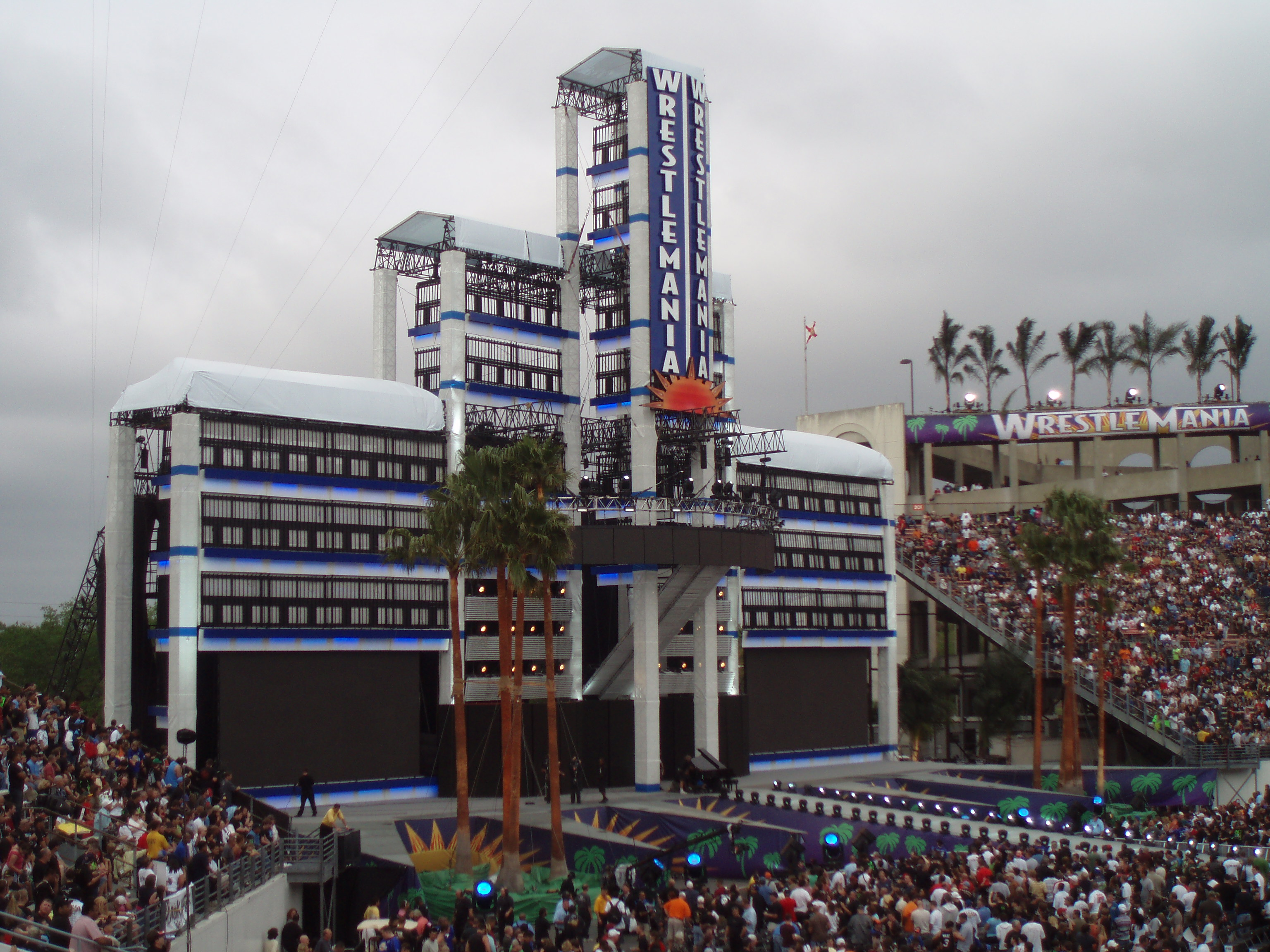
La WrestleMania XXIV a permis une influence record pour le Camping World Stadium.
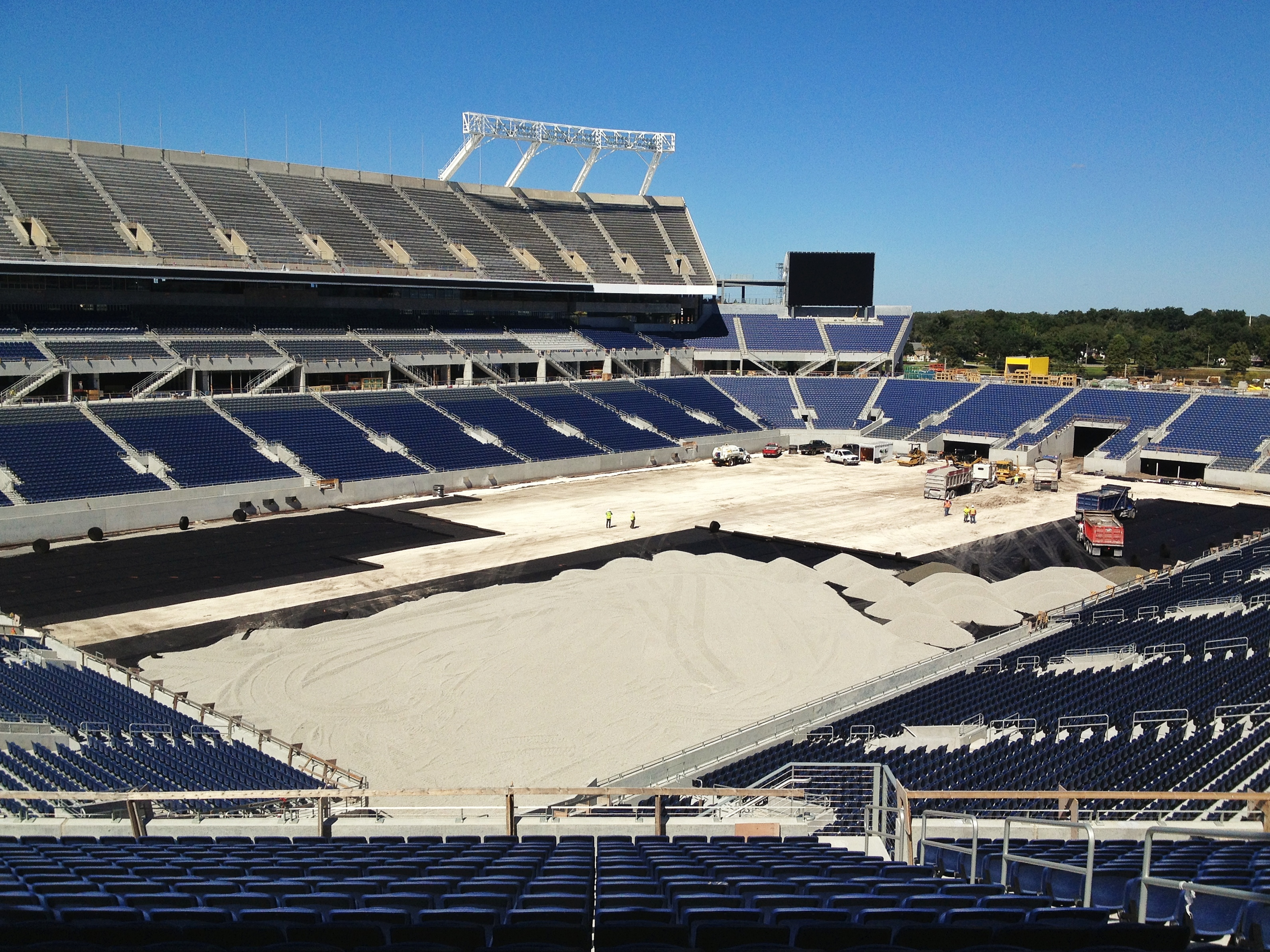
Rénovation du stade (octobre 2014).